# Woordtoonkunst
Woordtoonkunst is een fenomeen in de 20e-eeuwse klassieke muziek waarbij de klank van woorden of delen daarvan als compositorische elementen worden gebruikt. Niet zozeer de (betekenis van de) tekst staat centraal, maar de klank ervan.
Aan het begin van de 20e eeuw experimenteerden componisten als Arnold Schönberg al met alternatieve manieren om muzikale uitdrukking te realiseren zonder melodisch gedefinieerd materiaal. Hij werd gezien als grondlegger van het 'Sprechgesang' (bijvoorbeeld in Pierrot Lunaire). Hoewel Schönberg de tekst zelf gebruikt als uitgangspunt van een muzikaal idee is dit nog niet echte woordtoonkunst, eerder een emanciperen van melodie naar klank, waarin de toonhoogte van de gesproken tekst van belang wordt. Hier wordt dus niet meer 'gezongen' maar 'gesproken'.
Veel andere componisten trokken de lijn verder door en zo ontstonden er puur op tekst gebaseerde werken als Ernst Toch's Geographical Fugue (1930 - oorspronkelijke titel: "Gesprochene Musik - (Fuge aus der Geographie)", voor spreekkoor), waarin het ritme van de gesproken tekst (een verzameling geografische plaatsnamen) contrapuntisch werd verwerkt.
Halverwege de 20e eeuw ziet men bij componisten als Luciano Berio voortzettingen van deze ontwikkelingen, waarbij de klank van gesproken tekst als compositorisch element gaat meewegen. De werken Circles (1960), voor stem, harp en slagwerk en Sequenza 3 (1965) voor stem (beide geschreven voor Cathy Berberian) zijn voorbeelden hiervan, waarin tekst zich losmaakt van haar klassiek-melodische functie.
Bij sommige componisten (zoals Tera de Marez Oyens) is op een gegeven moment de tekstbetekenis ook niet meer relevant en worden er slechts teksteffecten toegepast, op bijvoorbeeld onzinlettergrepen of onzinwoorden, of klanken die uit de spreektaal zijn geïsoleerd (zoals sisklanken, h-klanken, vocalen, losse letters als k-t-f-z-p-r).
Met de opkomst van de elektronische muziek worden deze vormen van woordtoonkunst ook door middel van sampling, loops en reverse-play verwerkt in elektronische composities en computermuziek.